# キリストの埋葬 (カラヴァッジョ)
『キリストの埋葬』（キリストのまいそう、伊: Deposizione、英: The Entombment of Christ）は、イタリアのバロック期の巨匠カラヴァッジョが制作した絵画で、彼の作品中で最も称賛されてきた絵画である。1603年から1604年に聖フィリッポ・ネリに捧げられたオラトリオ会 のために建設されたサンタ・マリア・イン・ヴァッリチェッラ教会（キエーザ・ヌオーヴァ）の右側にある2番目のヴィットリーチェ礼拝堂のために制作された。現在、礼拝堂には絵画の複製が置かれており、オリジナルはヴァチカン美術館の絵画館に所蔵されている。本作はルーベンス、ジャン・オノレ・フラゴナール、テオドール・ジェリコー、ポール・セザンヌなどの様々な芸術家によって模写がなされた。

## 歴史
1575年7月11日、教皇グレゴリウス13世（1572年-1585年）は、「オラトリオ会」と呼ばれる新しい組織を作ることを確認し、オラトリオ会にサンタ・マリア・イン・ヴァッリチェッラ教会を授与する教皇教書を発令した。2か月後、教会の再建が始まり、新たに「キエーザ・ヌオーヴァ」（イタリア語で「新しい教会」）として知られるようになった、その教会の再建計画で想定されたのは、すべての祭壇を聖母マリアの神秘のために捧げることであった。左側の翼廊から始まって、身廊の両側の5つの礼拝堂を周回し、右側の翼廊にいたる祭壇は、「神殿奉献」、「受胎告知」、「聖母の訪問」、「降誕」、「羊飼いの礼拝」、「割礼」、「磔刑」、「ピエタ（哀悼）」、「復活」、「昇天」、「聖霊降臨」、「聖母被昇天」、そして「聖母戴冠」に捧げられている。
本作はおそらく1602年から1603年に構想され、制作が開始された。作品が掛けられる予定だった礼拝堂は「ピエタ」に捧げられ、教皇グレゴリウス13世の友人で、聖フィリッポ・ネリの篤実な信奉者であるピエトロ・ヴィットリーチェによって設立された。「ピエタ礼拝堂」はキエーザ・ヌオーヴァで「特権」的地位を占めていた。ミサはそこから行うことができ、特別な待遇が与えられたからである。

ジャック＝ルイ・ダヴィッド『マラーの死』（1793年)、ベルギー王立美術館、ブリュッセル

キエーザ・ヌオーヴァの右側身廊に置かれた礼拝堂の場所は、1577年6月にヴィットリーチェに譲渡され、礼拝堂の創設が1580年9月に批准された。 1600年3月のヴィットリーチェの死後しばらくして、礼拝堂の維持のために1,000スクードの遺産が適用可能となり、礼拝堂は1602年に建立された。そのため、最初にカラヴァッジョに本作が依頼された時期は1602年であるとされている。実際、1604年9月1日、ピエトロ・ヴィットリーチェの甥であり相続人であったジローラモ・ヴィットリーチェによって絵画の代金が支払われたことが、文書に「新しい（絵画）」として記載されている。
ジローラモ・ヴィットリーチェはカラヴァッジョと直接関係があった人物である。ジローラモは1586年8月、カラヴァッジョの友人であるプロスペロ・オルシの妹であり、人文主義者のアウレリオ・オルシの姪であるオリンツィア・ディ・ルチオ・オルシと結婚した。一方、アウレリオは、1623年に即位したローマ教皇ウルバヌス8世が若かった時（当時の名はマッフェオ・バルベリーニで、カラヴァッジョは『マッフェオ・バルベリーニの肖像』を描いている）の指導者であった。ジローラモの息子アレッサンドロが1632年にアラトリの司教になり、1647年にローマ総督に任命された後、カラヴァッジョの『女占い師』（ルーヴル美術館）を教皇インノケンティウス10世に贈ることができたのはこうしたつながりによるものであった。
本作は、伝記作者たち、すなわちジュリオ・マンチーニ、ジョヴァンニ・バッリオーネ（1642年）、ジョヴァンニ・ピエトロ・ベッローリ（1672年） 、フランチェスコ・スカネッリ（1657年）などの批評家によ幅広くって賞賛され、記述された。
絵画は1798年にナポレオン美術館 (現在のルーヴル美術館) に展示されるためにパリに持ち込まれ、およそ20年美術館に掛けられていたが、ナポレオン失脚後にローマに戻り、1816年にヴァチカン美術館に置かれた。本作は一時期パリにあったためフランスの画家たちに大きな影響を与え、フラゴナール、ジェリコー、セザンヌなどが模写を行っている。また、新古典主義の巨匠ジャック＝ルイ・ダヴィッドも、本作のキリスト像を『マラーの死』 (ベルギー王立美術館、ブリュッセル) で応用した。　
本作は2025年に大阪・夢洲で開催された大阪・関西万博のバチカン館（イタリア館内）で公開され、多くの人々に感銘を与えた。

## 作品
本作は、会葬者および死体運搬者の群像から遺体のイエス・キリストとその下の石まで続く斜めの構図を持っている。この対抗宗教改革時代の絵画はキリストの哀悼の場面を描いており、『キリストの埋葬』という題名にもかかわらず埋葬の場面を表しているのではない。というのは、キリストの遺体は墓に入れられているのではなく、石板の上に置かれているからである。これは、その上でキリストが香油を塗られた「終油の石」であり、同時にその上に教会が建てられる「隅石 (すみいし)」としてのキリストを象徴している。それを示すかのように、キリストは右手の指でわずかに石に触れている。
登場人物も皆、この石板の上に立っている。キリストの十字架降架後の埋葬までの物語に登場する主な人物は、死せるキリストを別とすれば、遺体の受け取りを申し出て亜麻布を持っていったアリマタヤのヨセフ、彼に同行して没薬と沈香を持っていったニコデモ、そして福音記者ヨハネ、聖母マリア、聖母に同行したマグダラのマリアとマリア (クロパの妻) である。
カラヴァッジョの本作では、アリマタヤのヨセフが欠けている。ニコデモは死せるキリストの足を持ち、ヨハネは上半身を支えている。ニコデモの肘は石板の角とともに鑑賞者の側に突き出ており、カラヴァッジョがよく用いた「突出効果」が駆使されている。背後では、3人のマリアがそれぞれキリストの死を嘆いている。死せるキリスト、それを支える2人、哀悼する3人という1、2、3の構図になっているため、カラヴァッジョはアリマタヤのヨセフを省いたのであろう。人物たちは、右端のクロパの妻マリアからキリストの水平な遺体にいたるまで扇状に配置されている。左側のヨハネと右側から2番目のマグダラのマリアの顔は陰に沈み、ほかの人物には光が当たっており、光の当たる顔と陰の中にある顔が交互に配置されている。この光と陰のリズムが画面に奥行きと変化を与えている。なお、バロック期のフランドルの巨匠ルーベンスによる本作の有名な模写では、この光と陰のリズムは失われている。

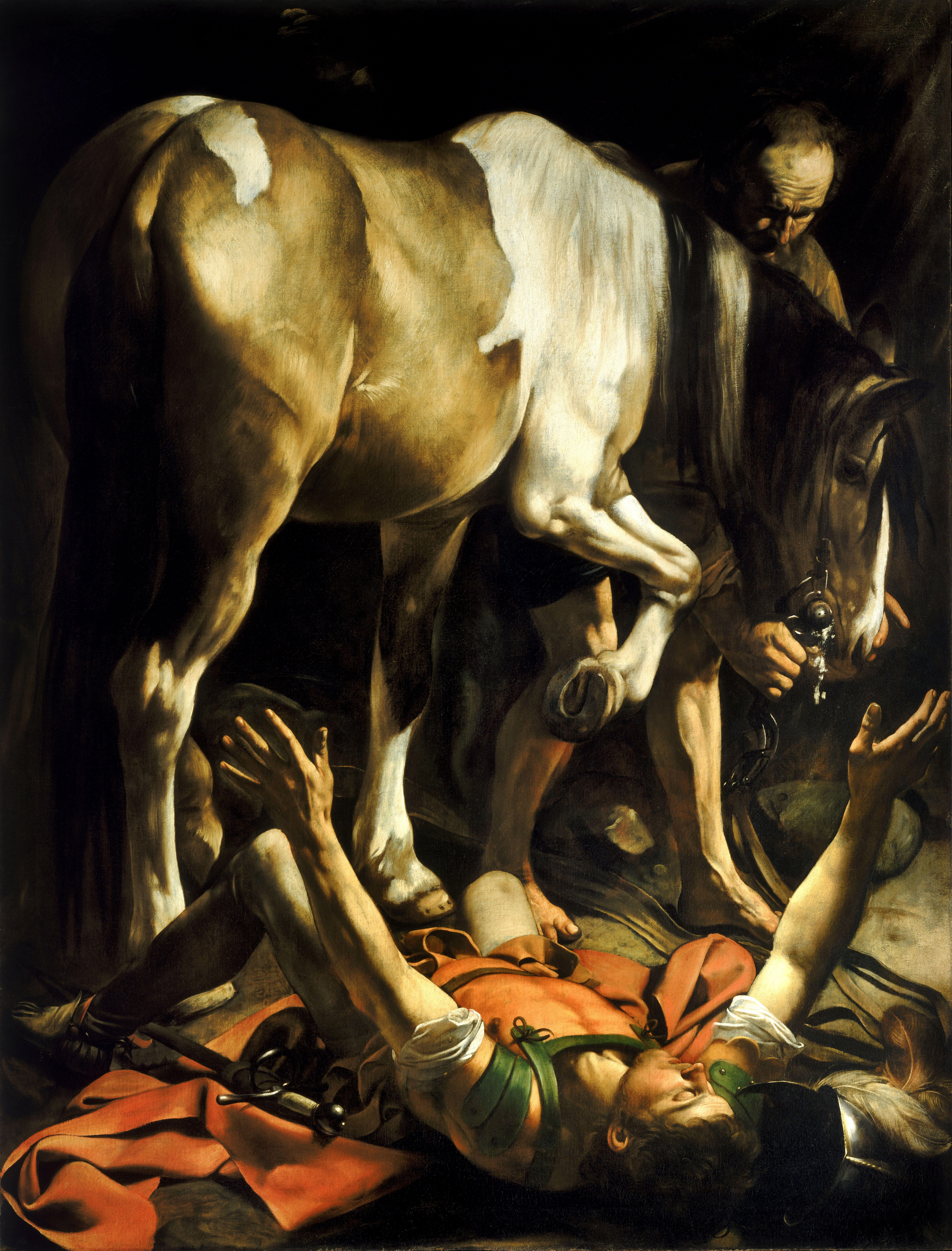
カラヴァッジョ『聖パウロの回心』（1601年)、サンタ・マリア・デル・ポポロ聖堂、ローマ

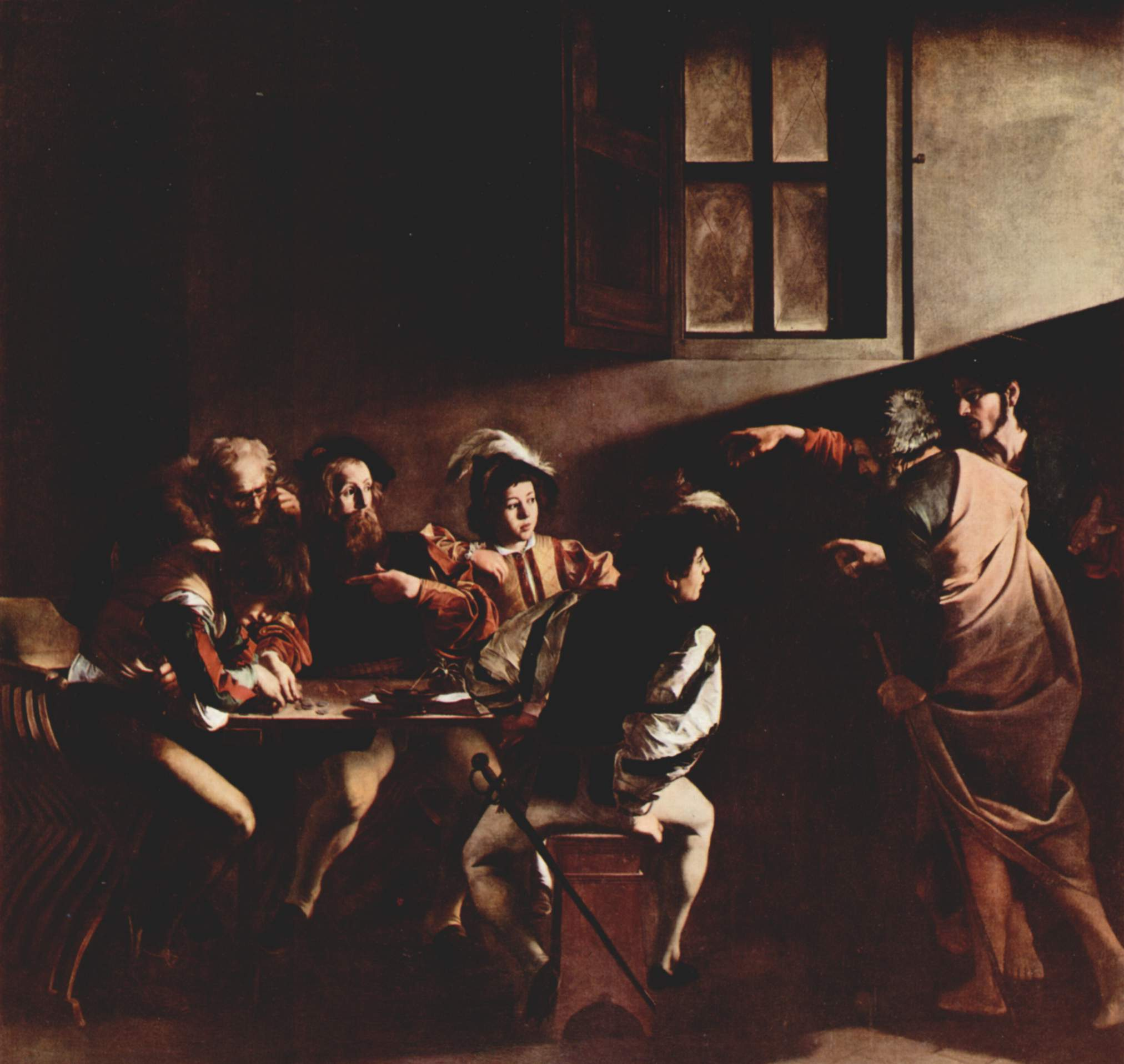
カラヴァッジョ『聖マタイの召命』（1599年–1600年)、サン・ルイジ・デイ・フランチェージ教会、ローマ

鑑賞者の目が暗闇から下降していくように、右端にいるクロパの妻マリアの激しい動揺が、他の人物たちのより落ち着いた感情を経て、最終的な感情の喪失としてのキリストの死へと下降していく。スペインの芸術において病的なほど残酷に描写される、磔刑後のキリストとは異なり、イタリア美術のイエスは一般的に血を流さずに死に、幾何学的に難しい表現方法で力なく横たわる。死せるキリストが痛みを感じることができないことを強調するかのように、ヨハネの手がキリストの脇腹の傷の中に入っている。キリストの身体は通常の骨と皮ばかりの描写ではなく、筋肉質で、静脈があり、太い手足を持つ肉体労働者の身体となっている。
2人の男がキリストの死体を運んでいる。若々しい姿と赤いマントのみで識別される福音記者ヨハネは死せるキリストを右膝と右腕で支え、うっかりその傷を開いてしまっている。ニコデモは石板の端に足を乗せ、両腕でキリストの膝を抱えている。カラヴァッジョは、キリストの身体の威厳のある安定性と、ヨハネとニコデモの動きのある不安定性との間にバランスを取っている。

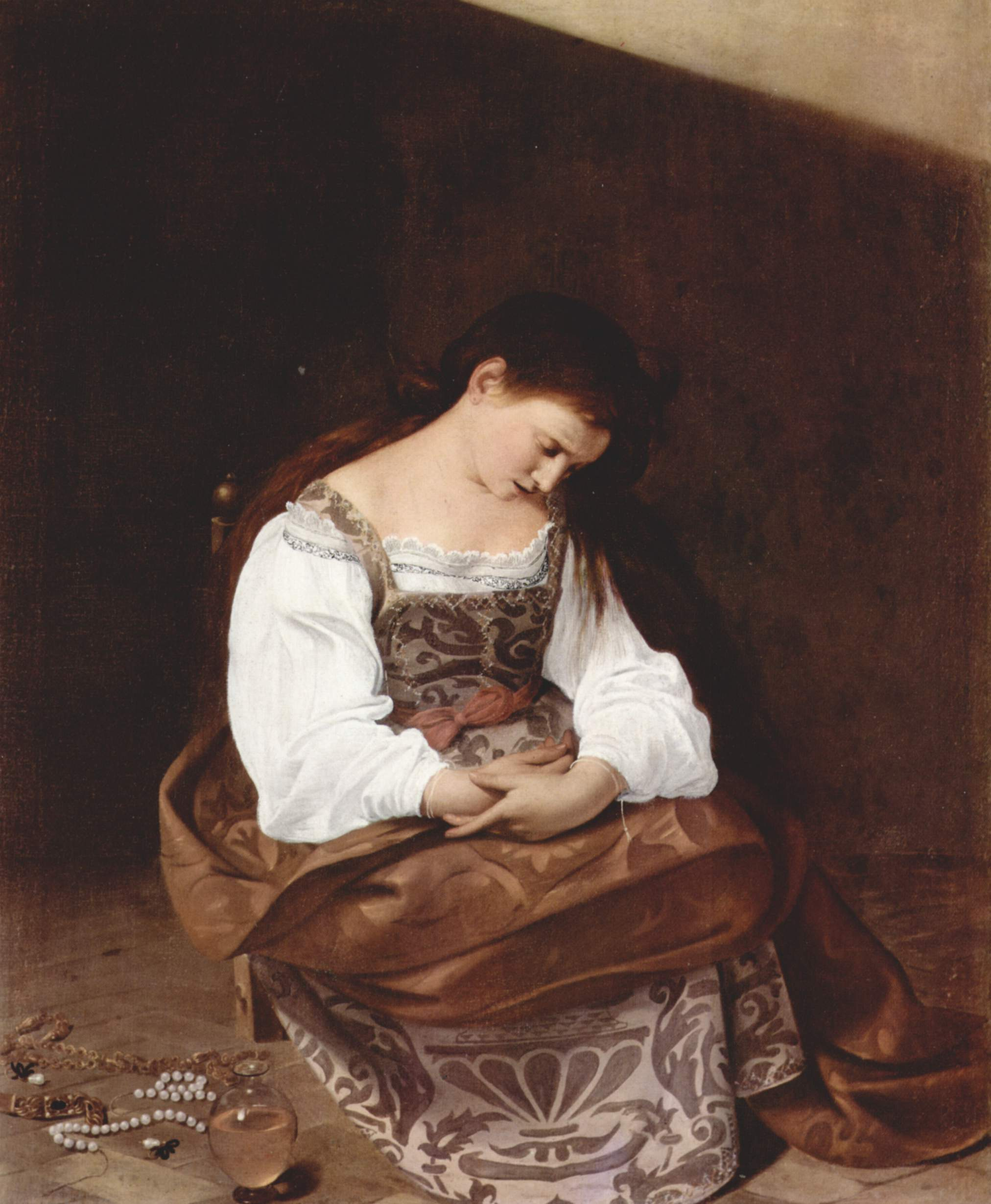
カラヴァッジョ『悔悛するマグダラのマリア』（1601年)、ドーリア・パンフィーリ美術館、ローマ

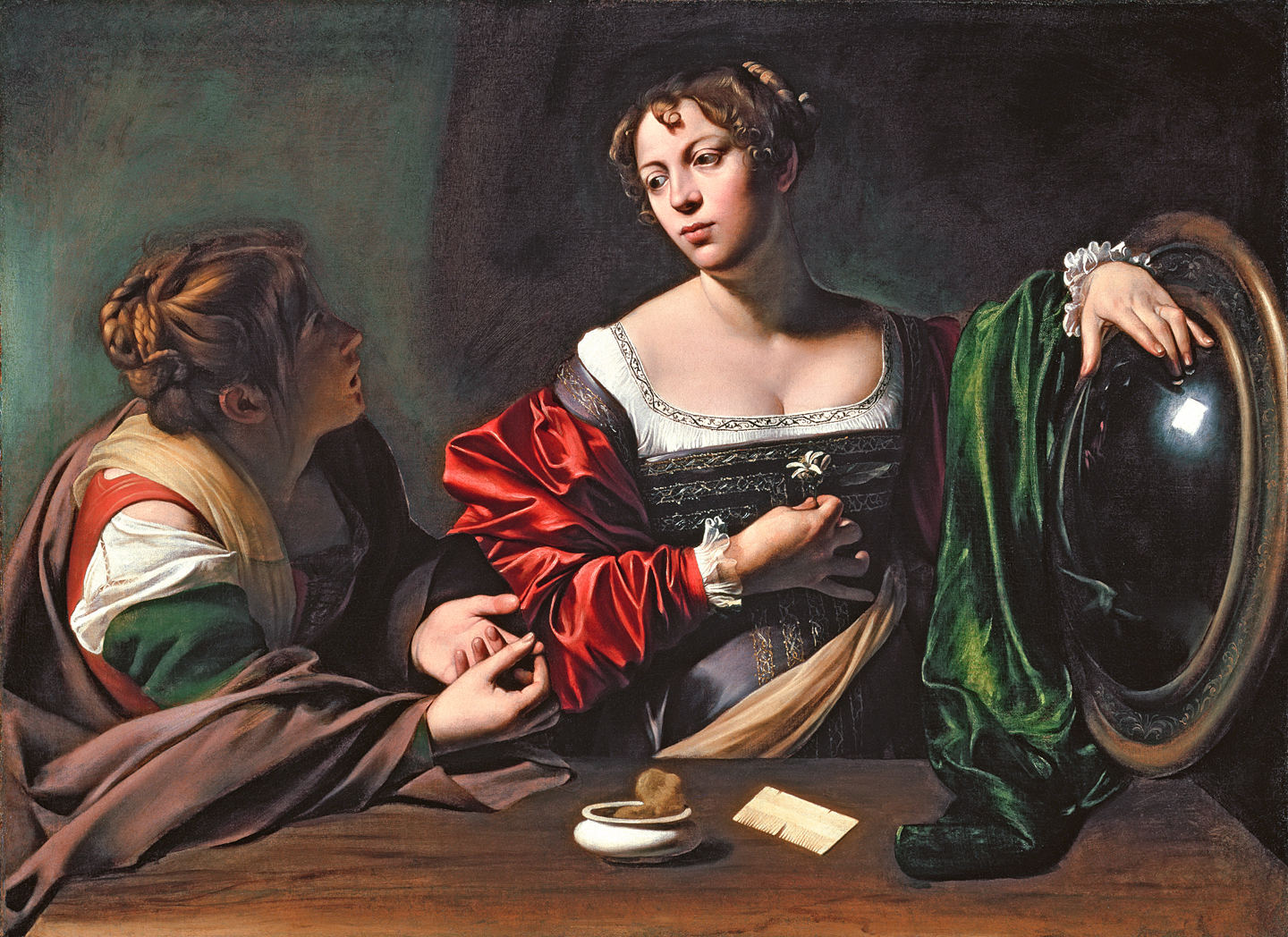
カラヴァッジョ『マルタとマグダラのマリア』（1599年–1600年)、デトロイト美術館

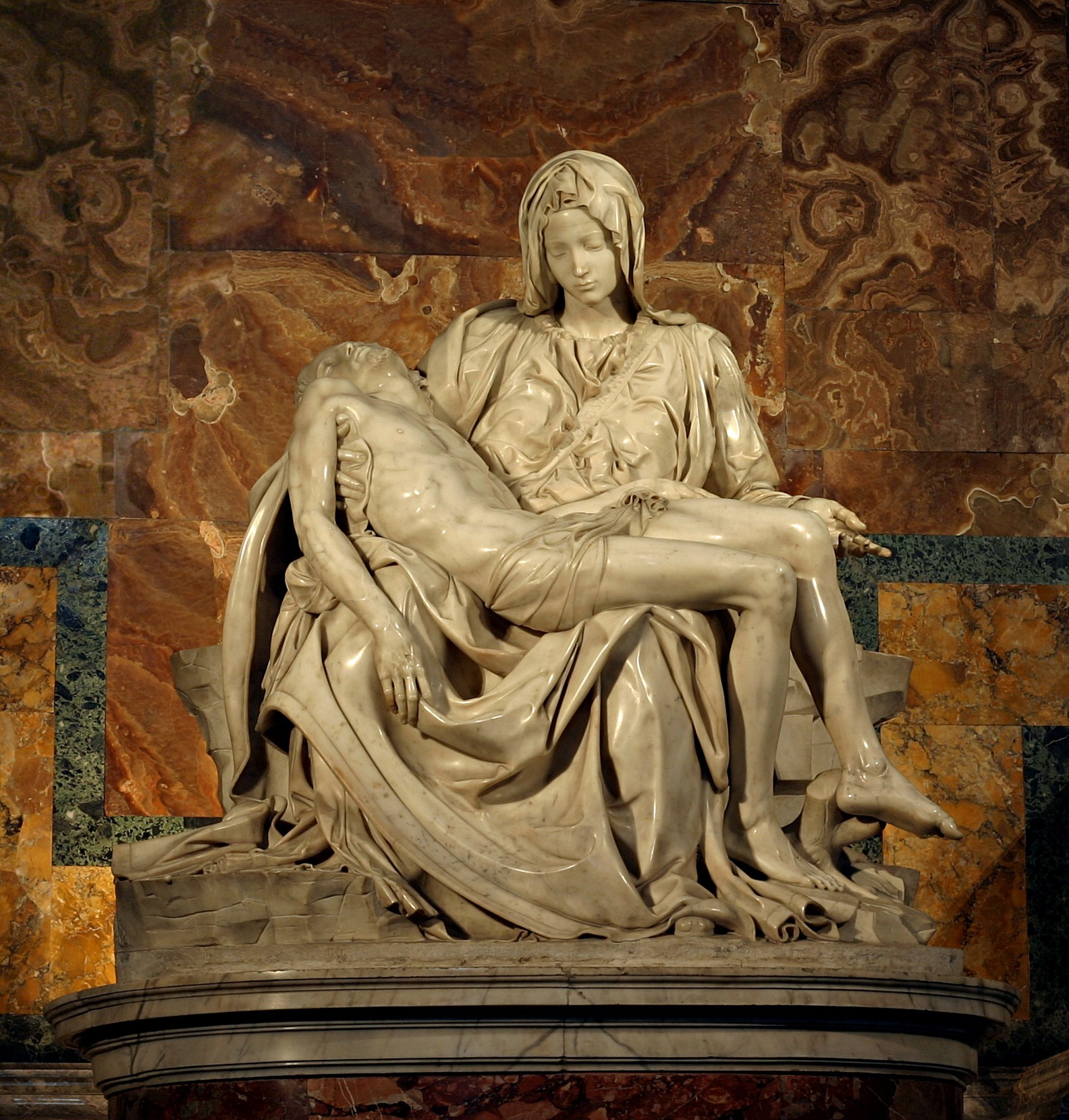
ミケランジェロ『ピエタ』（1498年–1499年）、サン・ピエトロ大聖堂、ローマ

カラヴァッジョの作品では、腕がどこを指しているかにいつも注意を払うことが大切である。『聖パウロの回心』 (サンタ・マリア・デル・ポポロ聖堂、ローマ) では聖パウロの腕は天を向き、『聖マタイの召命』 (サン・ルイジ・デイ・フランチェージ教会、ローマ) ではキリストの腕はレビ（聖マタイの本来の名）に向かっている。本作では、死んだ神=キリストの垂れ下がった腕と純白の布地が石に触れている。
この絵画で注目されるべきは、3人3様に哀悼を表している「3人のマリア」である。悲しみに暮れるクロパの妻マリアは、やや芝居がかった身振りで天国を示している。この両腕を広げる身振りは、カラヴァッジョが一目置いていたクリストフォロ・ロンカッリの『キリストの埋葬』 (サンタ・マリア・イン・アラ・コエーリ聖堂、ローマ) から影響を受けたのであろう。元来、「オランス」といわれる初期キリスト教時代の祈りの身振りで、カラヴァッジョの時代に発掘されていたカタコンベの壁画には、この身振りが頻出していたこともあり、当時流行していたものである。
中央にはマグダラのマリアがおり、白いハンカチで涙を拭き、顔を覆っている。伝統的には、聖母マリアは永遠に若い女性として描かれるものとされていたが、本作でカラヴァッジョは聖母を老婆として描いている。オラトリオ会風の祈りのポーズをとる聖母マリアの姿はヨハネの背後に部分的に隠されているが、尼の僧衣を身に着けている。その腕は身体の側面に差し出され、人物群が立っている石板の外郭線と平行に置かれている。聖母の右手は、まるで手を伸ばしてキリストに触れているかのようにキリストの頭部上に浮かんでいる。3人の女性はそれぞれが異なる苦難を表現し、ともにお互いの感情を補完する関係にある。

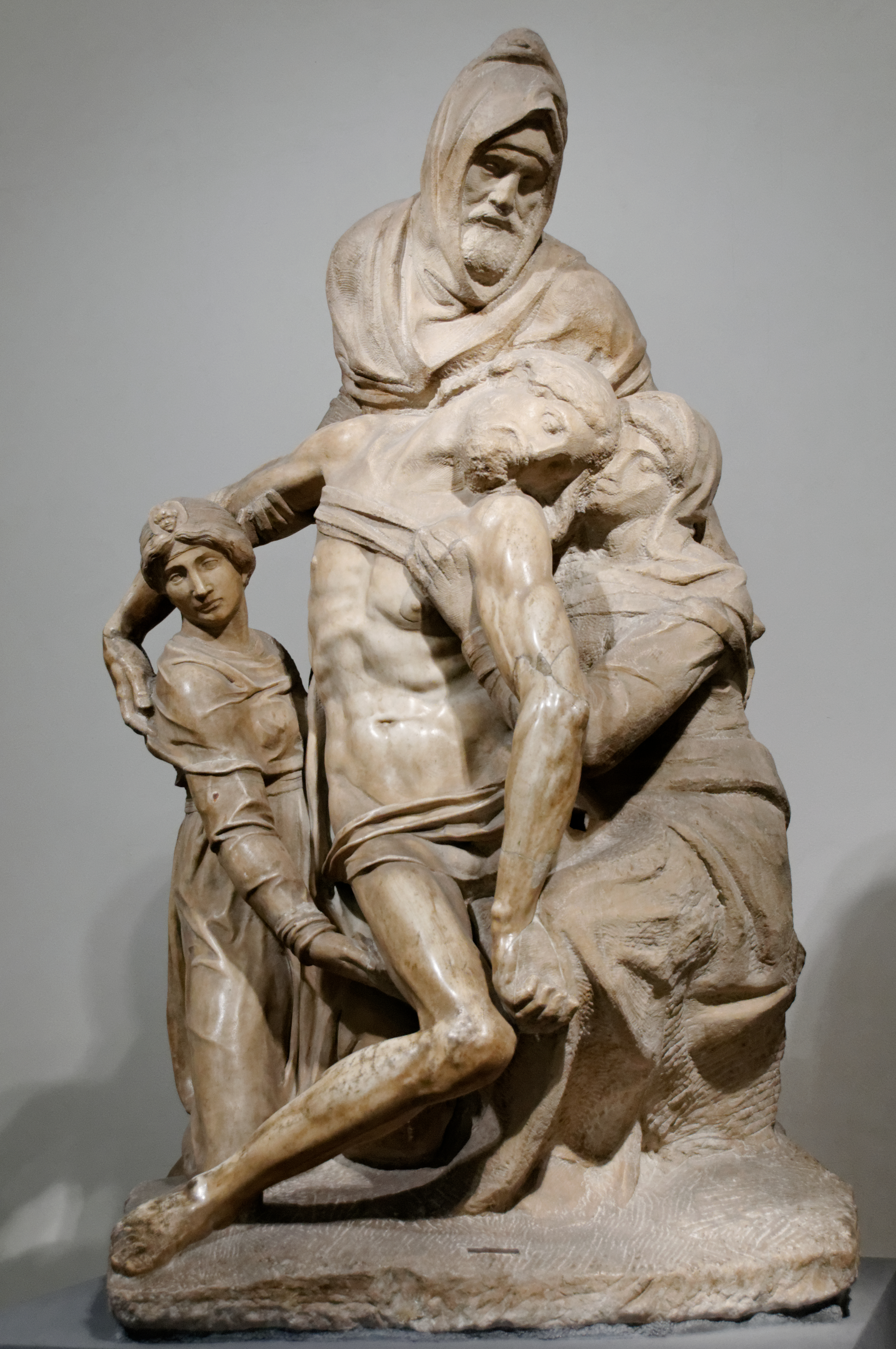
ミケランジェロの『フィレンツェのピエタ』（1547年–1553年）、ドゥオーモ美術館、フィレンツェ

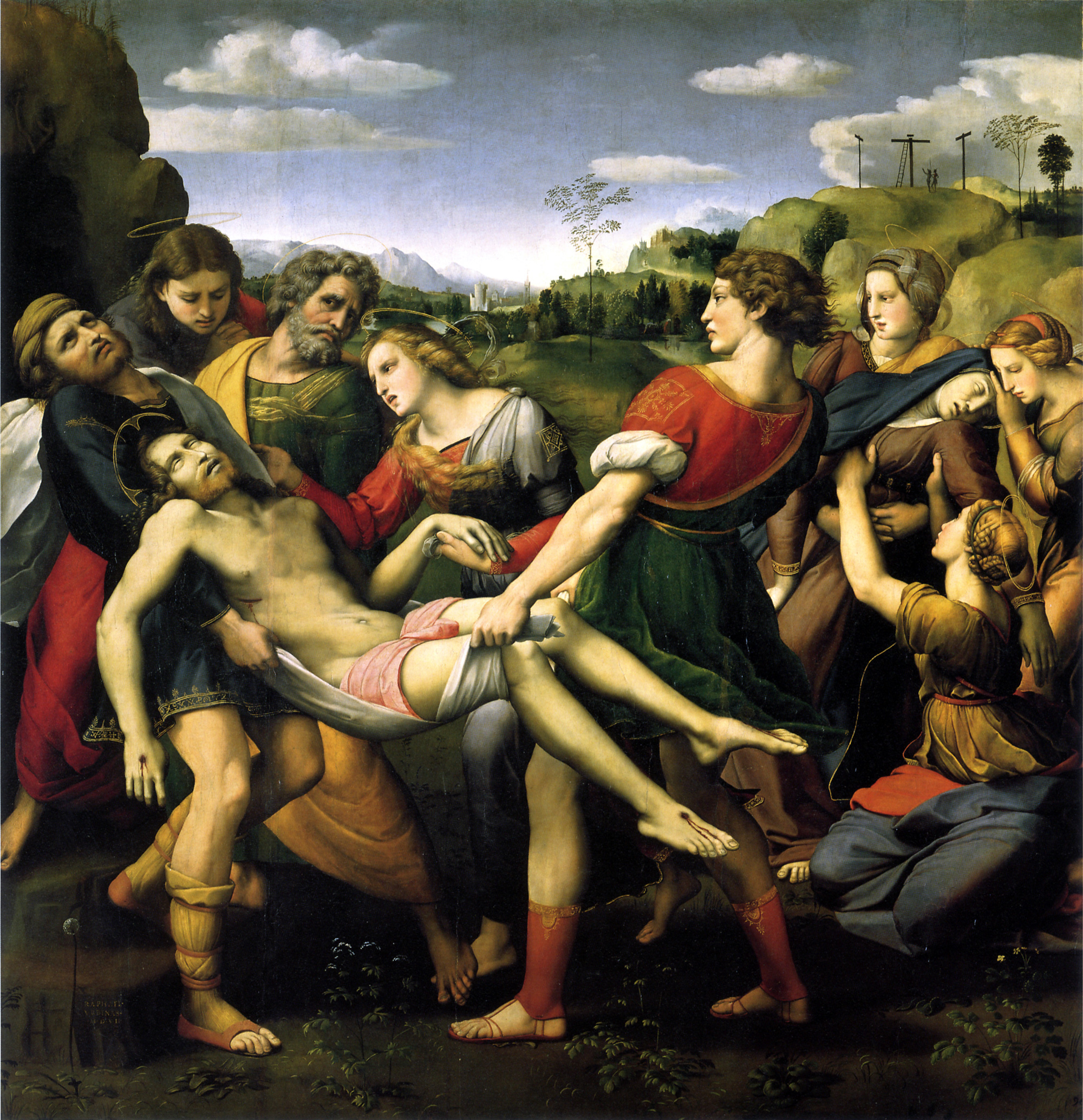
ラファエロの『キリストの埋葬』（1507年）、ボルゲーゼ美術館、ローマ

左のクレオパのマリアは、カラヴァッジョの『悔悛するマグダラのマリア』（ドーリア・パンフィーリ美術館、ローマ）と同じ衣服を身に着けている。中央のマグダラのマリアは、『マルタとマグダラのマリア』におけるマリア（デトロイト美術館）を想起させる。アンドリュー・グラハム・ディクソンは、これらの人物は当時22歳くらいだったフィッリーデ・メランドローニで、フィッリーデはカラヴァッジョの作品で頻繁にモデルを務めていたのだと主張している。
本作の構図は、ミケランジェロによるサン・ピエトロ大聖堂の『ピエタ』（特に聖母の姿）と、同じくミケランジェロによる『フィレンツェのピエタ』（フィレンツェのドゥオーモ美術館）と関連しているようである。『フィレンツェのピエタ』に関連しているのなら、カラヴァッジョは、この彫刻のニコデモ (ミケランジェロの自画像) を自身の絵画のニコデモに転用していることになる。カラヴァッジョの作品はまた、ローマのボルゲーゼ美術館にあるラファエロの『キリストの埋葬』の主要人物群を拠り所にしており、比較対象となる。盛期ルネサンスの理想主義とカラヴァッジョの自然主義が対比されることになるのである。

## 意味

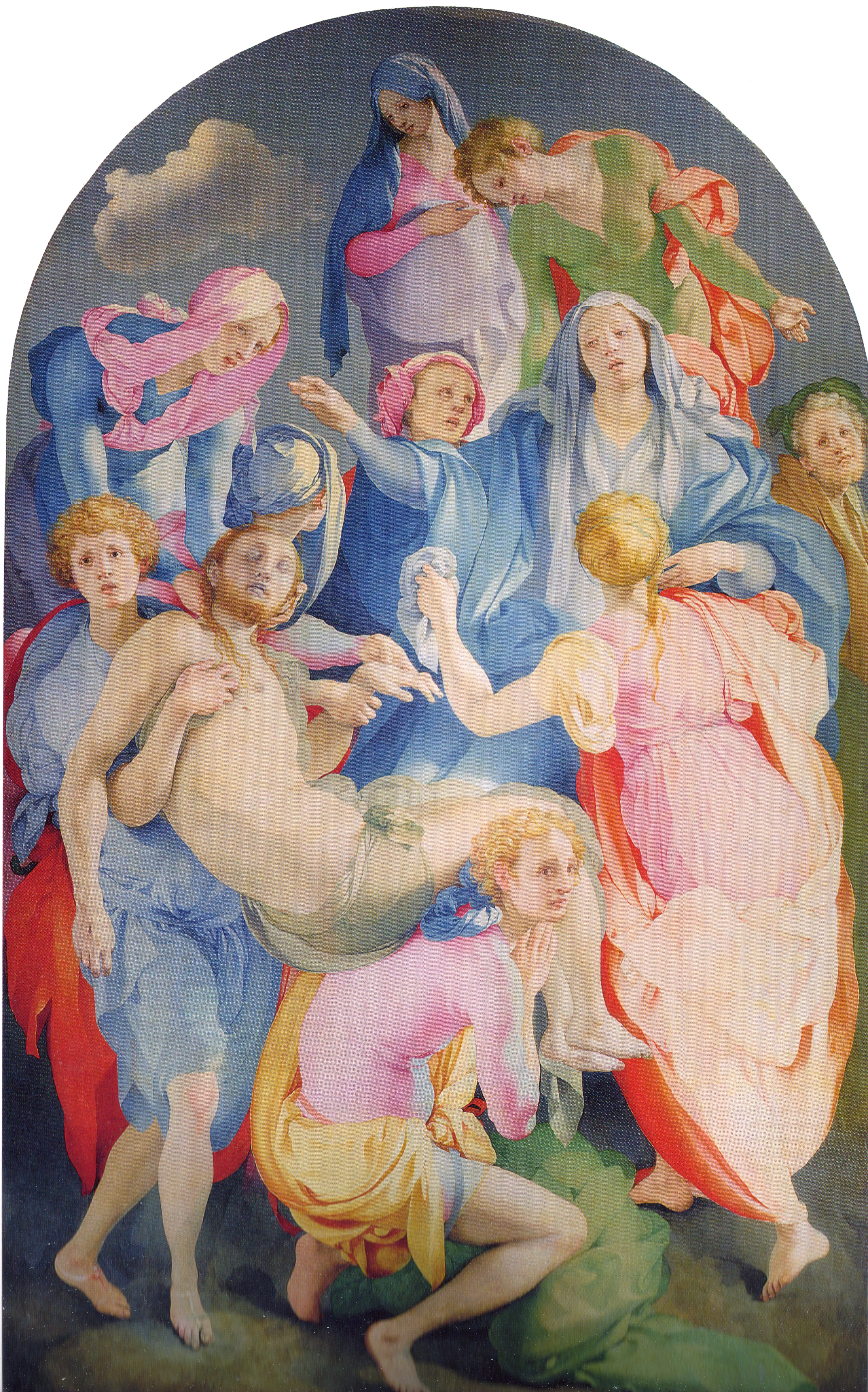
ヤコポ・ダ・ポントルモの『十字架降下』（1525年-1528年頃）、サンタ・フェリチタ教会、フィレンツェ

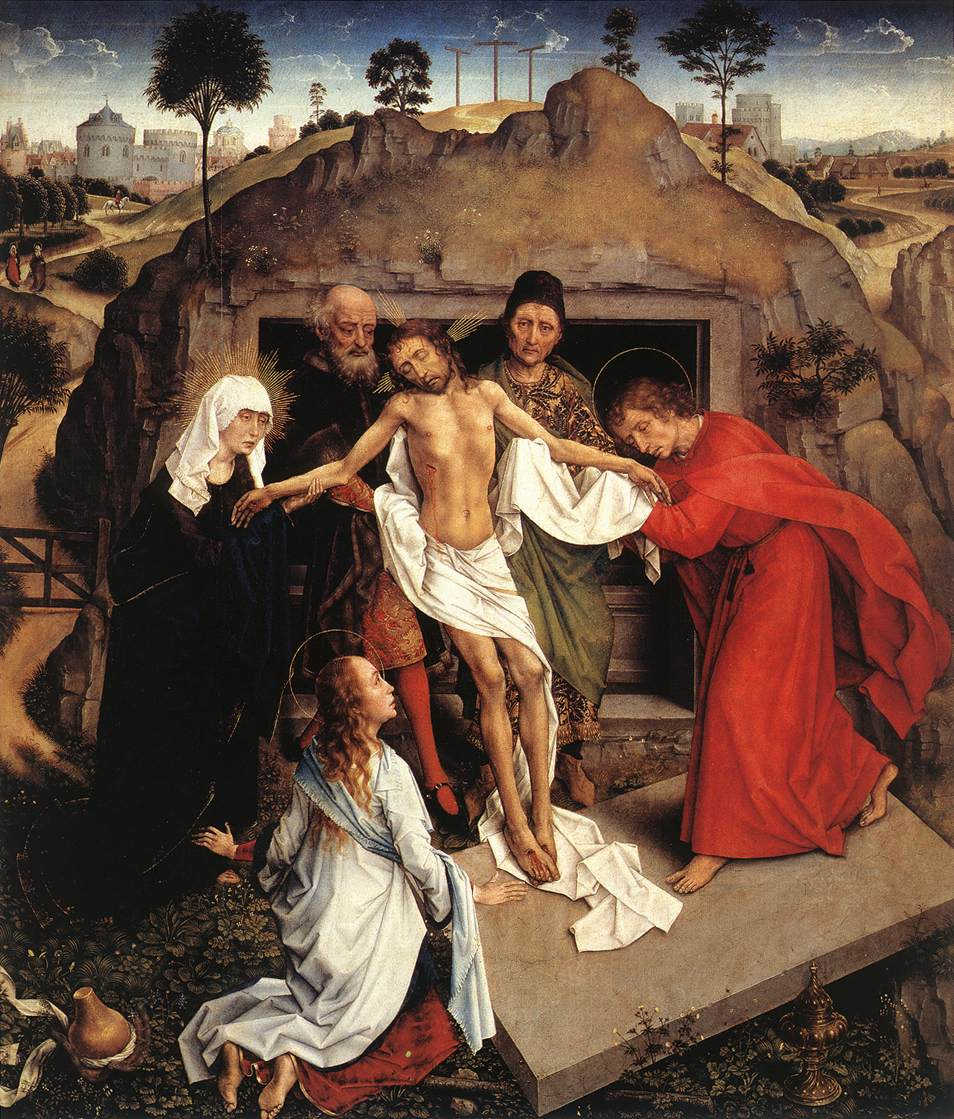
ロヒール・ファン・デル・ウェイデンの『キリストの哀悼』 （1460年–1463年ごろ）、ウフィツィ美術館、フィレンツェ

本作は視点が石板の位置に低く設定されているため、全体を見上げるような構成となっている。ミサの時には、キリストの遺体が実際に鑑賞者の側に降ろされ、それが司祭によって祭壇上に掲げられる聖体に重なるイリュージョンを与えたであろう。カトリックでは13世紀ごろから、聖体は祭壇の上で司祭によって聖別されるとともに、キリストそのものに変化するという全質変化の教義を確立していた。祭壇の上で聖体とキリストの遺体が一致するように見えるカラヴァッジョの本作は、この教義をこの上なく卓抜に示すものであった。祭壇が特権的な位置にあったことにより、こうしたミサの場面は日常の出来事として示唆された。司祭が「これは、私自身の身体である」と詠唱する時、主であるキリストと画中のキリストの身体は完全に並置されるのである。ヤコポ・ダ・ポントルモのフィレンツェにある『十字架降下』（1525-1528年ごろ）は祭壇上で同様の役割を果たす。そうした絵画は聖体の提示であり、キリストの埋葬の行為を表現しているものではない。
17世紀以降、カラヴァッジョの本作は、第一に埋葬の場面と見なされてきた。この解釈は、アドニスまたはメレアグロスを表した古代の作例から派生した英雄の典型的表現に基づいていた。それらの作例では、頭部が後ろに垂れ下がり、片方の腕がだらりと横に下がっている。実際、ラファエロのボルゲーゼ美術館にある『キリストの埋葬』は、その例である。キリストの遺体を平らな石板の上に置くことは、特にフィレンツェのウフィツィ美術館にあるロヒール・ファン・デル・ウェイデンの『キリストの哀悼』などの前例もある。

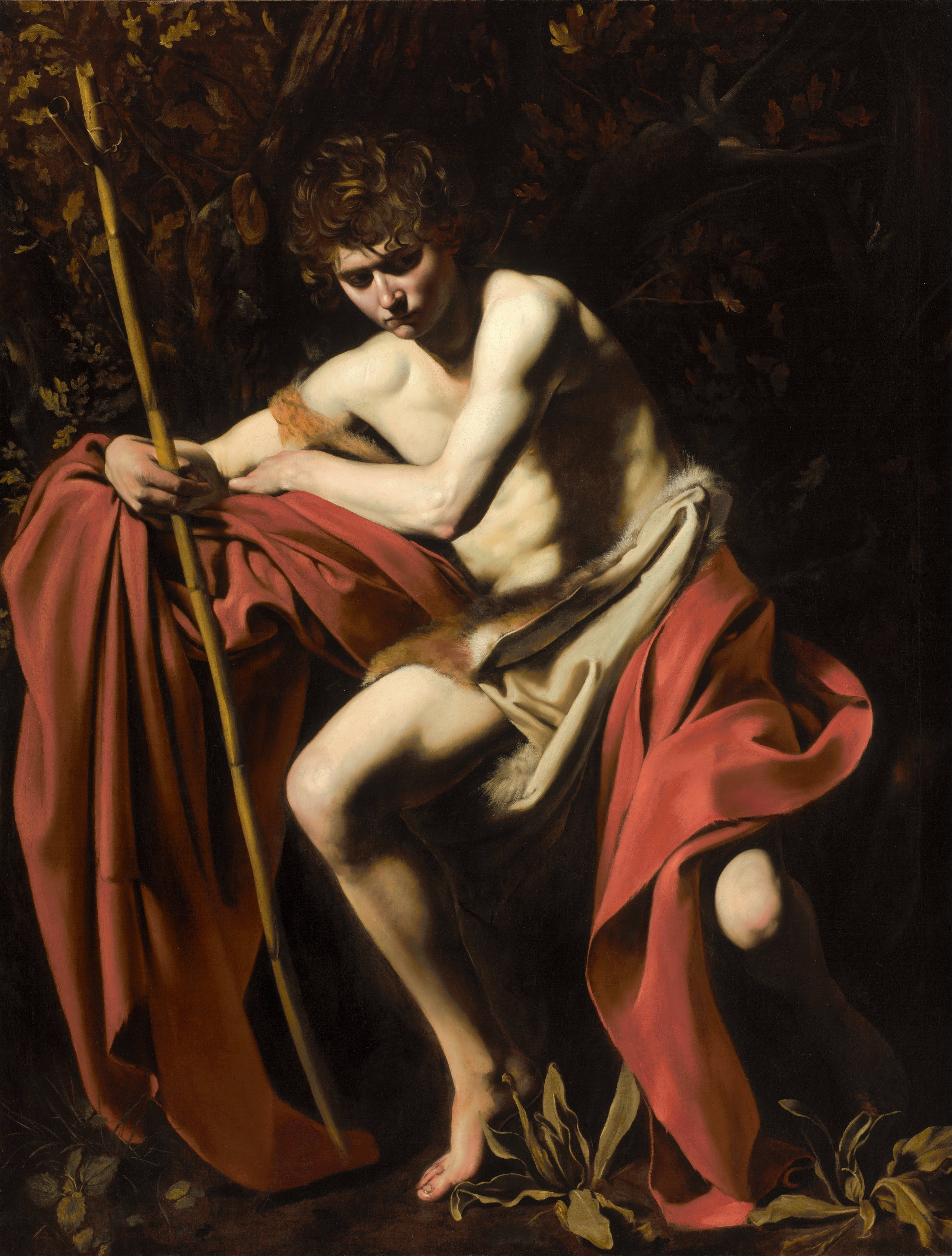
カラヴァッジョ『洗礼者ヨハネ』（1604年)、ネルソン・アトキンス美術館、カンザスシティ (ミズーリ州)

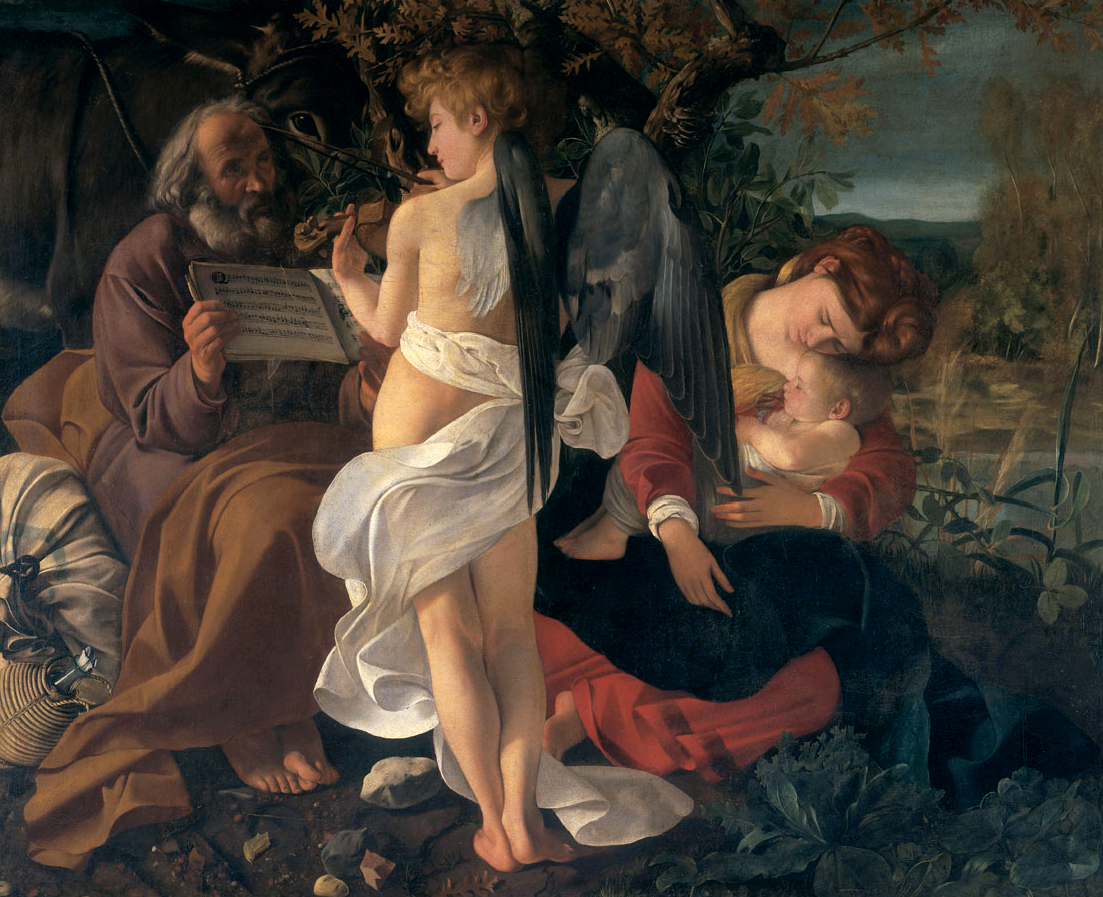
カラヴァッジョ『エジプト逃避途上の休息』（1597年ごろ)、ドーリア・パンフィーリ美術館、ローマ

古代の作例は運搬の場面であるが、よく見るとカラヴァッジョの絵画はファン・デル・ウェイデンの作品同様、こうした運搬の場面とは決定的に異なっている。構図は、伝統的な「ピエタ」のタイプの伝統的なピラミッド形を採用しているのである。本作が「ピエタ」のタイプとして解釈されていることを考えると、平らな石板（以前は墓の蓋または、墓に続く扉として解釈されていた）は、今日、エルサレムの聖墳墓教会に祀られている聖墳墓を表しているものと再解釈できる。この石板は「ヨハネによる福音書」に関連しており、油が塗られ、亜麻布に巻かれたキリストの身体を置くために使用された。
現代の鑑賞者がほとんど気づかないのは、カラヴァッジョが作品の左下にビロードモウズイカという植物を挿入していることである。一般にビロードモウズイカは薬草であると考えられており、悪霊を追い払うと言われていた。また、この植物は洗礼者ヨハネの図像とも関連しており、実際にカラヴァッジョは『洗礼者ヨハネ』 (ネルソン・アトキンス美術館、カンザスシティ (ミズーリ州)) に描き入れている。また、『エジプト逃避途上の休息』 (ドーリア・パンフィーリ美術館、ローマ) でも、この植物を用いている。ビロードモウズイカは「エッサイの樹」 (「イザヤ書」 11:1)、すなわちキリストの系図を表すとされるが、カラヴァッジョが本作にこの植物を挿入したことは注文主であったヴィットリーチェ家の誰かが助言したのかもしれない。 

## ほかの画家による模写

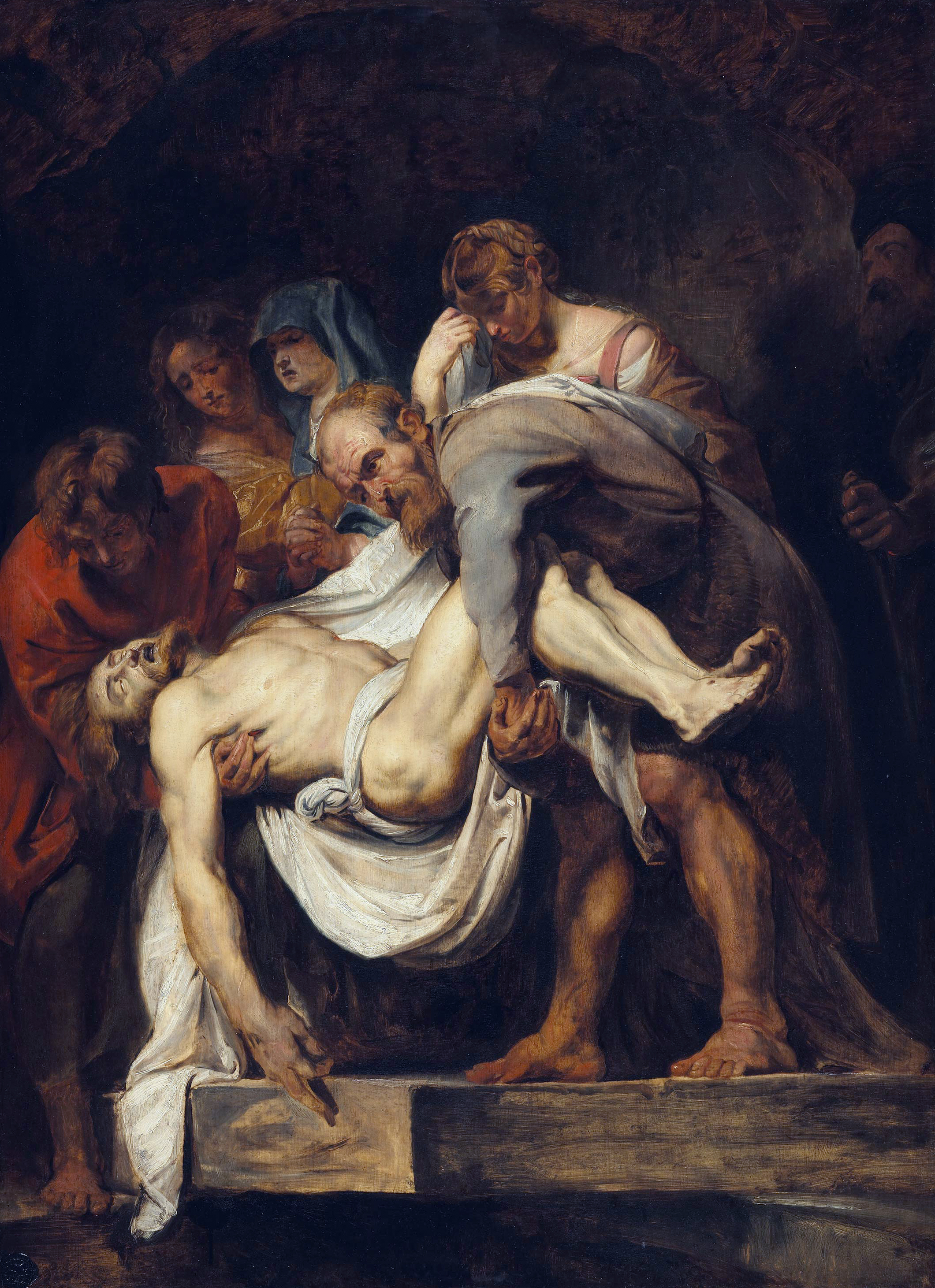
ピーテル・パウル・ルーベンス『埋葬』（1611年-1612年）、カナダ国立美術館 (オタワ)
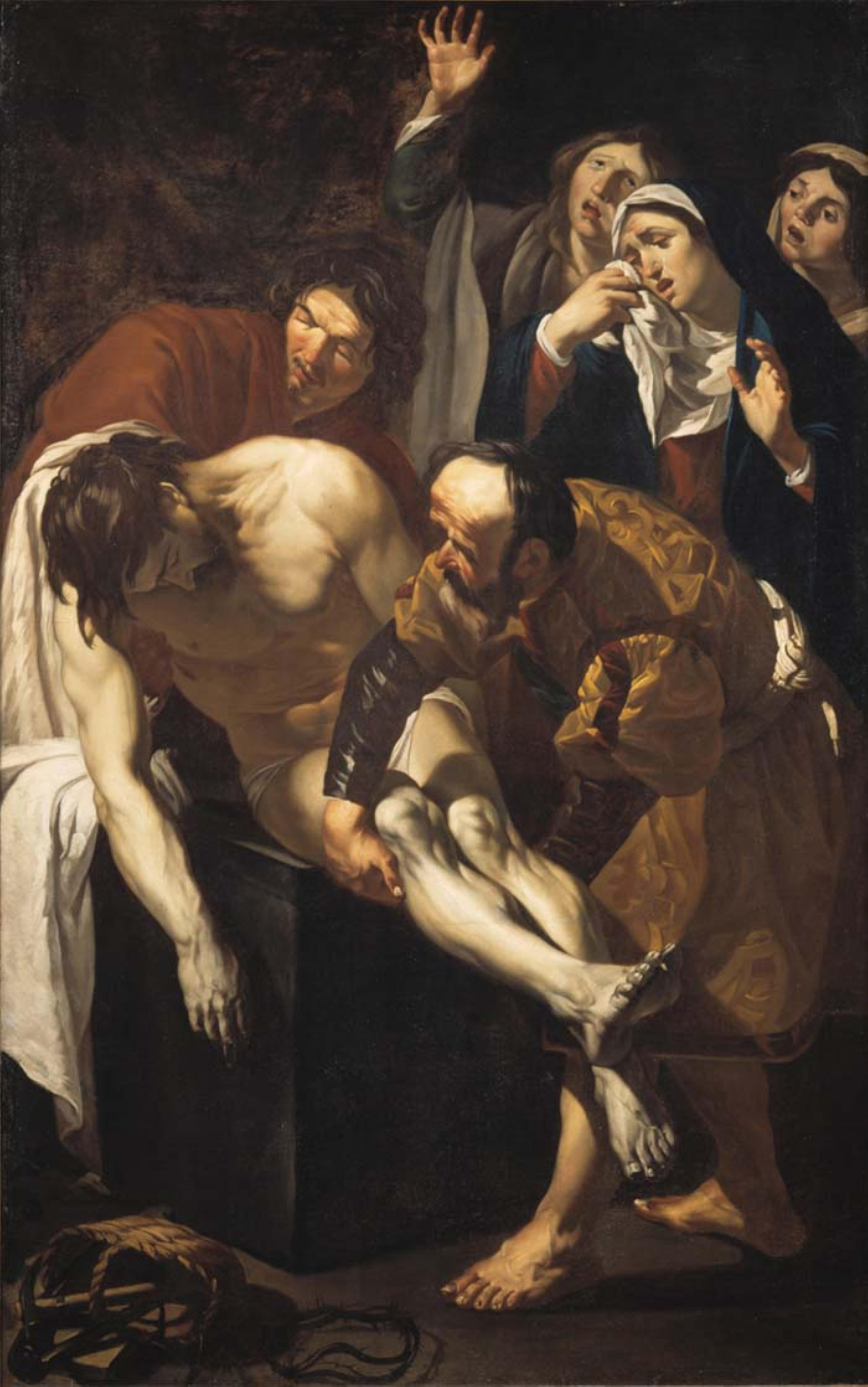
ディルク・ファン・バビューレン『ピエタ』(1617年-1621年）、サン・ピエトロ・イン・モントリオ教 (ローマ) にあるカラヴァッジョ作品に基づいた複製
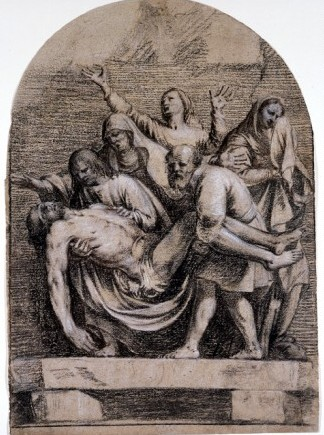
ギー・フランソワ『キリストの埋葬』、アシュモレアン博物館